# Boxweltmeisterschaften 2017
Die 19. Boxweltmeisterschaften der Herren fanden vom 25. August bis 2. September 2017 in Hamburg statt. Deutschland war zuletzt 1995 Ausrichter von Boxweltmeisterschaften. Ausgetragen wurde das Turnier in der Sporthalle Hamburg.
Der Austragungsort wurde 2015 von der AIBA in Doha beschlossen. Dabei setzte sich Hamburg gegen Sotschi (Russland) und Taschkent (Usbekistan) durch. Die Willkommensfeier für die Delegationen fand in der Elbphilharmonie statt.

## Qualifikation
- Afrikameisterschaften 2017 in Brazzaville: Qualifiziert sind alle Boxer aus Finale und Halbfinale (40 Plätze)
- Asienmeisterschaften 2017 in Taschkent: Qualifiziert sind alle Boxer aus Finale und Halbfinale sowie die Gewinner der Box-Offs im Viertelfinale (60 Plätze)
- Europameisterschaften 2017 in Charkiw: Qualifiziert sind alle Boxer aus Finale, Halbfinale und Viertelfinale (80 Plätze)
- Ozeanienmeisterschaften 2017 in Gold Coast: Qualifiziert sind alle Boxer aus dem Finale (20 Plätze)
- Panamerikameisterschaften 2017 in Tegucigalpa: Qualifiziert sind alle Boxer aus Finale und Halbfinale sowie die Gewinner der Box-Offs im Viertelfinale (60 Plätze)

Erstmals erfolgte die Qualifikation zur WM-Teilnahme ausschließlich über die kontinentalen Meisterschaften 2017. Deutschland war als Gastgeber davon ausgenommen und durfte in jeder der zehn Gewichtsklassen einen Boxer stellen.

## Teilnehmer
Am 24. August waren 243 Boxer aus 75 Nationen für die WM gemeldet.

### Deutschland
Im März 2017 beschloss die Nominierungskommission des Deutschen Boxsport-Verbandes (DBV) auf der Grundlage des einstimmigen Vorschlags des DBV-Trainerteams folgende Besetzung der Gewichtsklassen:
- Salah Ibrahim, Halbfliegengewicht (als Ersatz für den wegen schulischer Verpflichtungen verhinderten Christos Cherakis)
- Hamza Touba, Fliegengewicht
- Omar El-Hag, Bantamgewicht
- Murat Yıldırım, Leichtgewicht
- Artem Harutiunian, Halbweltergewicht
- Abass Baraou, Weltergewicht
- Silvio Schierle, Mittelgewicht
- Ibragim Basuew, Halbschwergewicht
- Igor Tesiew, Schwergewicht
- Max Keller, Superschwergewicht

### Teilnehmende Nationen
- Ägypten (4)
- Algerien (3)
- Angola (3)
- Argentinien (3)
- Armenien (2)
- Aserbaidschan (4)
- Australien (9)
- Barbados (1)
- Botswana (1)
- Brasilien (5)
- Bulgarien (2)
- Volksrepublik China (5)
- Chinesisch Taipeh (1)
- Costa Rica (3)
- Dänemark (2)
- Deutschland (10)
- Dominikanische Republik (4)
- Ecuador (2)
- England (9)
- Frankreich (2)
- Georgien (2)
- Griechenland (1)
- Guatemala (2)
- Honduras (1)
- Indien (8)
- Irland (5)
- Israel (2)
- Italien (7)
- Japan (3)
- Jordanien (2)
- Kamerun (2)
- Kanada (1)
- Kap Verde (1)
- Kasachstan (10)
- Kenia (3)
- Kirgisistan (1)
- Kolumbien (7)
- Kroatien (1)
- Kuba (9)
- Litauen (1)
- Marokko (1)
- Mauritius (3)
- Mexiko (3)
- Moldau (2)
- Mongolei (4)
- Nauru (1)
- Neuseeland (1)
- Nicaragua (3)
- Niederlande (3)
- Norwegen (1)
- Pakistan (1)
- Panama (1)
- Philippinen (2)
- Polen (2)
- Puerto Rico (4)
- Russland (9)
- Sambia (2)
- Schottland (3)
- Slowakei (1)
- Spanien (2)
- Sri Lanka (1)
- Südkorea (5)
- Tadschikistan (2)
- Trinidad und Tobago (1)
- Tunesien (1)
- Türkei (2)
- Turkmenistan (2)
- Uganda (2)
- Ukraine (8)
- Ungarn (3)
- Usbekistan (10)
- Vanuatu (1)
- Venezuela (4)
- Vereinigte Staaten (5)
- Belarus (3)

Boxer aus Fidschi, Indonesien, D.R. Kongo, R. Kongo, Madagaskar, Namibia, Papua-Neuguinea, Rumänien, Samoa und Syrien waren ebenfalls qualifiziert, nahmen aber nicht an den Weltmeisterschaften teil.

### Absetzen der angolanischen Staffel
Nachdem bereits am 26. August zwei Boxer aus Angola nicht zu ihren Kämpfen in der Vorrunde angetreten waren und auch der dritte Boxer des Teams nicht zu seinem Achtelfinalkampf am 27. August erschienen war, gab die afrikanische Teamleitung noch am selben Tag das Verschwinden der drei Boxer bekannt und vermutete, dass sich Menayame Mbimbi, Tumba Silva und Carlos Mbuyi Masia nach Frankreich abgesetzt haben könnten, um dort politisches Asyl zu beantragen.

## Änderung des Wertungssystems
Seit 2013 wird bei Boxweltmeisterschaften und Olympischen Spielen mit dem Ten Point Must-System gewertet. Jeder der fünf Punktrichter muss nach jeder der drei Runden einen Sieger bestimmen, etwa 10:9 oder bei großer Überlegenheit 10:8. Am Ende werden die Wertungen jedes Richters zusammengezählt. Durch Zufallsprinzip wurden dann drei der fünf Urteile ausgewählt, welche dann ein einstimmiges Ergebnis von 3:0, oder eine Split Decision von 2:1 ergaben. Unentschieden sind angesichts ungerader Runden- und Punktrichteranzahl ausgeschlossen.
Nachdem es bei den Olympischen Spielen 2016 zu Bestechungsvorwürfen und Skandalentscheidungen bei den Punktrichtern gekommen war, wurde der AIBA-Sportdirektor Philippe Tuccelli mit einer Reform des Wertungssystems beauftragt, welche erstmals bei den Weltmeisterschaften in Hamburg zum Einsatz kam. Die fünf Punktrichter eines Kampfes wurden nun erst 45 Minuten vor ihrem Einsatz durch Zufallsprinzip per Computer ermittelt. Zudem wurden erstmals bei einer WM die Urteile aller fünf Punktrichter in die Wertung aufgenommen und die Ergebnisse jeder einzelnen Runde auf Bildschirmen in der Halle offen angezeigt, um offensichtliche Fehlurteile schneller zu erkennen. Dies soll laut AIBA-Präsident Wu Ching-Kuo größtmögliche Transparenz schaffen. Insgesamt waren in Hamburg 35 Kampfrichter, die als Punkt- und Ringrichter gleichermaßen einsetzbar sind, aus 34 Nationen im Einsatz.

## Medaillengewinner
| KLASSE                          | GOLD                                | SILBER                            | BRONZE                                                          |
| ------------------------------- | ----------------------------------- | --------------------------------- | --------------------------------------------------------------- |
| Halbfliegengewicht (bis 49 kg)  | Joahnys Argilagos Kuba              | Hasanboy Doʻsmatov Usbekistan     | Schomart Jerschan Kasachstan Yuberjen Martínez Kolumbien        |
| Fliegengewicht (bis 52 kg)      | Yosvany Veitía Kuba                 | Jasurbek Latipov Usbekistan       | Tamir Galanow Russland Kim In-kyu Südkorea                      |
| Bantamgewicht (bis 56 kg)       | Qairat Jeralijew Kasachstan         | Duke Ragan USA                    | Peter McGrail England Gaurav Bidhuri Indien                     |
| Leichtgewicht (bis 60 kg)       | Sofiane Oumiha Frankreich           | Lázaro Álvarez Kuba               | Otar Eranossian Georgien Dordschnjambuugiin Otgondalai Mongolei |
| Halbweltergewicht (bis 64 kg)   | Andy Cruz Gómez Kuba                | Iqboljon Xoldorov Usbekistan      | Freudis Rojas USA Howhannes Batschkow Armenien                  |
| Weltergewicht (bis 69 kg)       | Shaxram Gʻiyosov Usbekistan         | Roniel Iglesias Kuba              | Abylaichan Schüssipow Kasachstan Abass Baraou Deutschland       |
| Mittelgewicht (bis 75 kg)       | Oleksandr Chyschnjak Ukraine        | Äbilchan Amanqul Kasachstan       | Kamran Şahsuvarlı Aserbaidschan Troy Isley USA                  |
| Halbschwergewicht (bis 81 kg)   | Julio César La Cruz Kuba            | Joe Ward Irland                   | Carlos Mina Ecuador Bektemir Meliqoʻziyev Usbekistan            |
| Schwergewicht (bis 91 kg)       | Erislandy Savón Kuba                | Jewgeni Tischtschenko Russland    | Sanjar Tursunov Usbekistan Wassili Lewit Kasachstan             |
| Superschwergewicht (über 91 kg) | Məhəmmədrəsul Məcidov Aserbaidschan | Qamschybek Qongqabajew Kasachstan | Arsène Fokou Fosso Kamerun Joseph Goodall Australien            |

## Medaillenspiegel
| Rang   | Land               | Gold | Silber | Bronze | Gesamt |
| ------ | ------------------ | ---- | ------ | ------ | ------ |
| 1      | Kuba               | 5    | 2      | 0      | 7      |
| 2      | Usbekistan         | 1    | 3      | 2      | 6      |
| 3      | Kasachstan         | 1    | 2      | 3      | 6      |
| 4      | Aserbaidschan      | 1    | 0      | 1      | 2      |
| 5      | Frankreich         | 1    | 0      | 0      | 1      |
| 5      | Ukraine            | 1    | 0      | 0      | 1      |
| 6      | Vereinigte Staaten | 0    | 1      | 2      | 3      |
| 7      | Russland           | 0    | 1      | 1      | 2      |
| 8      | Irland             | 0    | 1      | 0      | 1      |
| 9      | Armenien           | 0    | 0      | 1      | 1      |
| 9      | Australien         | 0    | 0      | 1      | 1      |
| 9      | Kamerun            | 0    | 0      | 1      | 1      |
| 9      | Kolumbien          | 0    | 0      | 1      | 1      |
| 9      | Ecuador            | 0    | 0      | 1      | 1      |
| 9      | England            | 0    | 0      | 1      | 1      |
| 9      | Georgien           | 0    | 0      | 1      | 1      |
| 9      | Deutschland        | 0    | 0      | 1      | 1      |
| 9      | Indien             | 0    | 0      | 1      | 1      |
| 9      | Mongolei           | 0    | 0      | 1      | 1      |
| 9      | Südkorea           | 0    | 0      | 1      | 1      |
| Gesamt | Gesamt             | 10   | 10     | 20     | 40     |

## Auszeichnungen
Am Ende der WM wurden Trophäen für den besten Boxer, das beste Team, den besten Trainer und für Sportlichkeit verliehen;
- Best Boxer Award: Oleksandr Chyschnjak (Ukraine)
- Best Team Award: Kuba
- Best Coach Award: Billy Walsh (USA)
- Fair Play Award: Artem Harutiunian (Deutschland)

Der Sponsor Borgward veranstaltete nach der WM eine Wahl zum „Boxer of the Tournament“, welche der Usbeke Shaxram Gʻiyosov gewinnen konnte.